# Франклін Гансен
Франклін Гансен (англ. Franklin Hansen; нар. 2 травня 1897 — пом. 13 січня 1982) — американський звукорежисер. Він виграв премію Американської кіноакадемії в категорії найкращий звук для фільму «Прощавай, зброє» (1932) і був номінований ще чотири рази, в тій же категорії. 

## Вибрана фільмографія
Гансен один раз виграв премію Американської кіноакадемії і був номінований ще чотири рази, в категорії найкращий звук:

### Перемога
- Прощавай, зброє / A Farewell to Arms (1932)

### Номінація
- Парад кохання / The Love Parade (1930)
- Клеопатра / Cleopatra (1934)
- Життя Бенгальського улана / The Lives of a Bengal Lancer (1935)
- Техаські рейнджери / The Texas Rangers (1936)